# Kokubundži (Tokio)
Kokubundži (japonsky 国分寺市) je město v Japonsku, součást prefektury Tokia. K roku 2018 mělo přibližně 125 tisíc obyvatel.

## Poloha
Kokubundži leží západně od Tokia v prefektuře Tokio v oblasti Kantó na ostrově Honšú. Sousedí na jihu s Fučú, na jihozápadě s Kunitači, na západě s Tačikawou, na severu s Kodairou a na východě s Koganei.

## Dějiny
Městem je Kokubundži od roku 1964.

## Rodáci
- Akiko Sudoová (* 1984) – fotbalistka